# Cyril Kirkpatrick
Cyril Reginald Sutton Kirkpatrick (Londra, 1872 – 1957) è stato un politico e ingegnere inglese.
Kirkpatrick è stato l'ingegnere capo del porto di Londra e ha costituito la società di ingegneria di Kirkpatrick and Partners nel 1924.Ha svolto il ruolo del presidente dell'istituzione degli ingegneri civili tra novembre 1931 e Novembre 1932. Tra il 1938 e il 1942 Kirkpatrick elaborò i piani per la costruzione di dighe e il porto di Maryport . La ditta di Kirpatrick fu anche coinvolta nella costruzione di cassoni di cemento per i Mulberry Harbour utilizzati in seguito agli sbarchi in Normandia durante la Seconda Guerra Mondiale  Ha servito come presidente della Smeatonian Society of Civil Engineers nel 1950. [1] La società di Kirkpatrick si fuse con Scott e Wilson per formare Scott & Wilson, Kirkpatrick e Partners nel 1951. Questa società divenne in seguito il Gruppo Scott Wilson.